# Pięknogrzybek brzoskwiniowy

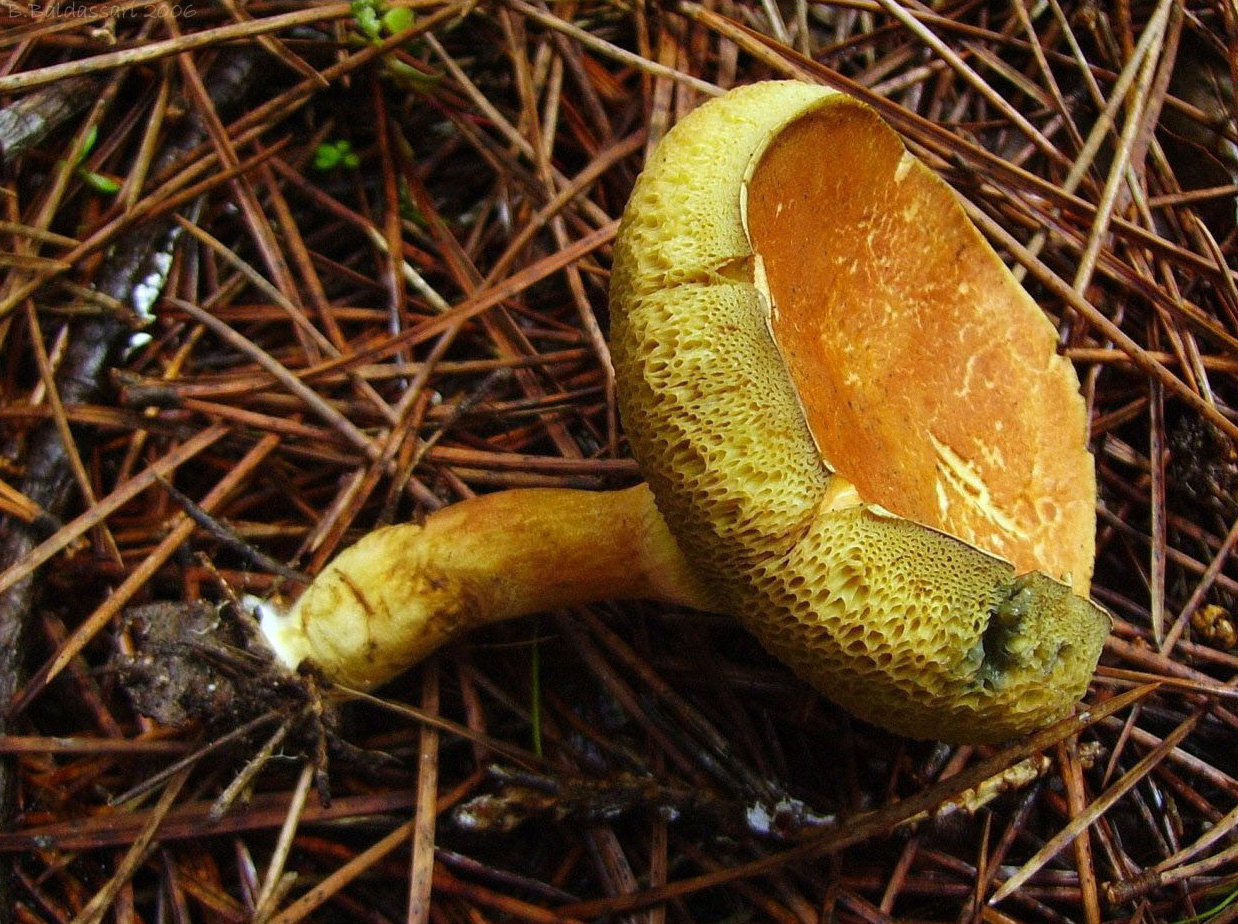

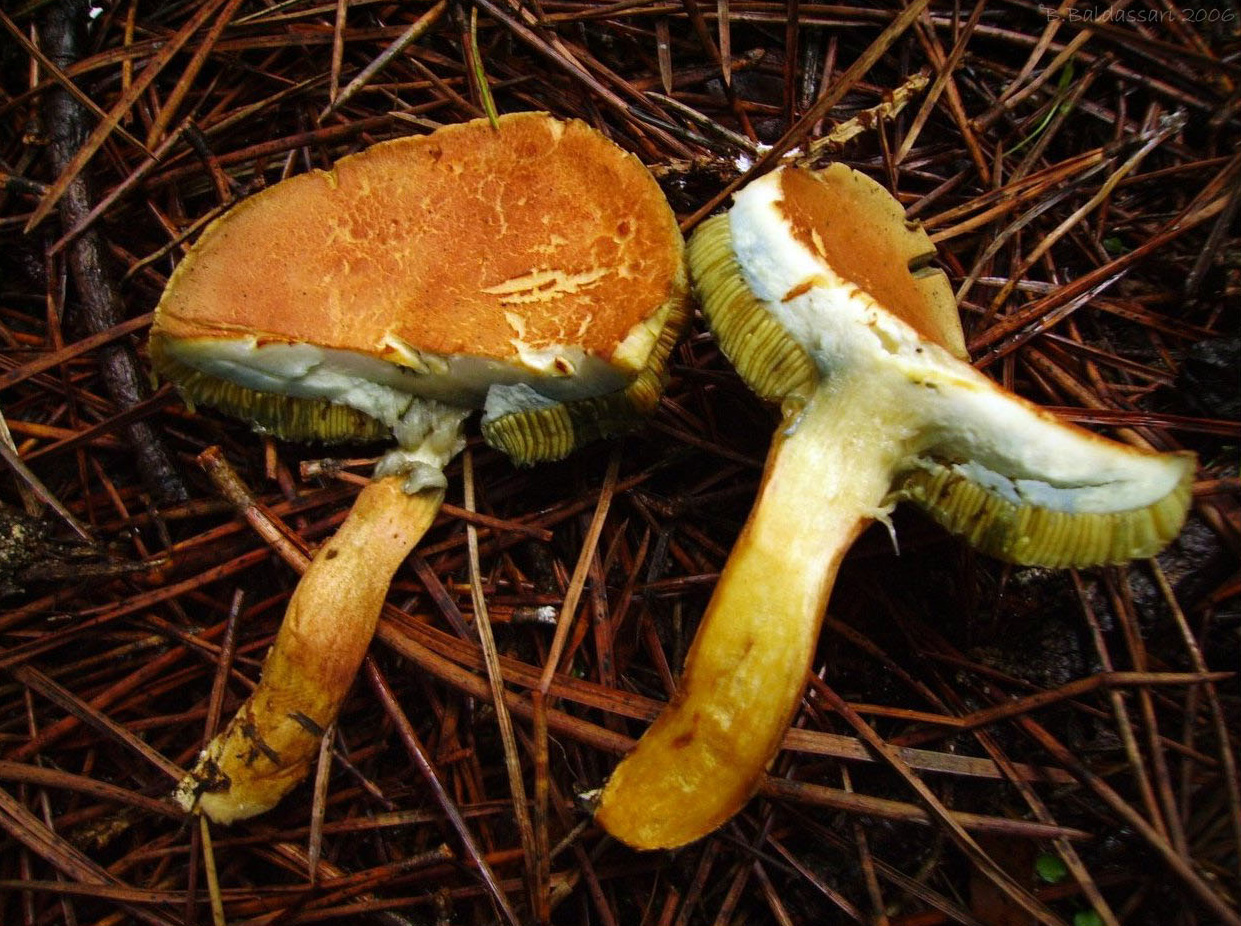

Pięknogrzybek brzoskwiniowy, podgrzybek brzoskwiniowy (Rheubarbariboletus armeniacus (Quél.) Vizzini, Simonini & Gelardi) – gatunek grzybów z rodziny borowikowatych (Boletaceae).

## Systematyka i nazewnictwo
Pozycja w klasyfikacji według Index Fungorum: Rheubarbariboletus, Boletaceae, Boletales, Agaricomycetidae, Agaricomycetes, Agaricomycotina, Basidiomycota, Fungi.
Po raz pierwszy takson ten zdiagnozował w 1884 r. Lucien Quélet nadając mu nazwę Boletus armeniacus, później zaliczany był do różnych innych rodzajów. Obecną, uznaną przez Index Fungorum nazwę nadali mu w 2015 r. Simonini & Gelardi, przenosząc go do nowego rodzaju Rheubarbariboletus.
Synonimy:

- Boletus armeniacus Quél. 1884
- Suillus armeniacus (Quél.) Kuntze 1898
- Versipellis armeniaca (Quél.) Quél. 1886
- Xerocomellus armeniacus (Quél.) Šutara 2008
- Xerocomellus armeniacus (Quél.) Šutara, 2008 var. armeniacus
- Xerocomus armeniacus (Quél.) Quél. 1888
- Xerocomus armeniacus (Quél.) Quél. 1888 f. armeniacus
- Xerocomus armeniacus (Quél.) Quél. 1888 var. armeniacus
- Xerocomus armeniacus var. venosipes Redeuilh 1995
- Xerocomus versicolor var. armeniacus (Quél.) Skirg. 1960[1].

Nazwę podgrzybek brzoskwiniowy zaproponował Władysław Wojewoda w 2003 r. W polskim piśmiennictwie mykologicznym gatunek ten opisywany był także jako podgrzybek wielobarwny, odmiana brzoskwiniowa. Nazwa ta zdążyła się już rozpowszechnić w atlasach grzybów. W 2021 Komisja ds. Polskiego Nazewnictwa Grzybów Polskiego Towarzystwa Mykologicznego zarekomendowała używanie nazwy pięknogrzybek brzoskwiniowy.

## Morfologia
Kapelusz
Średnica 3–8 cm, początkowo półkulisty, potem spłaszczony. Powierzchnia delikatnie aksamitna o barwie początkowo żółtawej z różowawym odcieniem, potem morelowopomarańczowej lub morelowożółtej z brązowym odcieniem.
Hymenofor
Rurkowy. Rurki długości 6–12 mm, początkowo jasnożółte, potem zielonkawożółte. Pory o podobnej barwie jak rurki.
Trzon
Cylindryczny, gruby, u podstawy zwężony, często zgięty. Powierzchnia gładka lub delikatnie zamszowata, w górnej części żółtawa, w dolnej brązowoczerwonawa.
Miąższ
W kapeluszu jasnożółty, w trzonie żółty z pomarańczowym odcieniem. Po uszkodzeniu błękitnieje, szczególnie w kapeluszu nad rurkami. Smak łagodny, zapach niewyraźny.

## Występowanie i siedlisko
W Polsce gatunek bardzo rzadki. W literaturze mykologicznej podano tylko 2 jego stanowiska: w Janowie Lubelskim i Kuźnicy Białostockiej. Znajduje się na Czerwonej liście roślin i grzybów Polski. Ma status E – gatunek wymierający. Jest na czerwonej liście gatunków zagrożonych także w Belgii, Danii, Słowacji i Niemczech.
Siedlisko: cieniste, ciepłe lasy liściaste, głównie pod dębami. Od czerwca do października.